# Radio Free Europe / Radio Liberty
Radio Free Europe / Radio Liberty (RFE/RL; deutsch Radio Freies Europa/Radio Freiheit) ist ein vom US-amerikanischen Staat gegründeter und finanzierter Rundfunkveranstalter, der Hörfunkprogramme in 28 osteuropäischen, vorderasiatischen und zentralasiatischen Sprachen produziert.
Die vom Kongress der Vereinigten Staaten finanzierte Anstalt untersteht der United States Agency for Global Media (USAGM, bis August 2018 Broadcasting Board of Governors, BBG) und hat ihren rechtlichen Sitz in Wilmington (Delaware) mit Hauptgeschäftsstelle in Prag. Betreiber der Sendeanlagen war bis 2016 das International Broadcasting Bureau (IBB), dann BBG/USAGM. RFE/RL hat nach eigenen Angaben das Ziel, Hörern in den ehemals kommunistisch regierten Ländern demokratische Werte zu vermitteln und das Menschenrecht auf freien Nachrichtenzugang zu ermöglichen. Schwesterorganisationen, die ebenfalls der USAGM unterstehen, sind Radio Free Asia (RFA, 1996) und die Middle East Broadcasting Networks (MBN, 2002), ferner das Office of Cuba Broadcasting (OCB, seit 1985), der Open Technology Fund (OTF, 2012/2019) und die Voice of America (VOA, 1942).
Bis 1995 war RFE/RL in München angesiedelt, dann wurde es nach Prag verlegt. Es war ein wichtiges Instrument, um Rundfunkhörer im Herrschaftsbereich der Sowjetunion mit Informationen aus dem Westen zu versorgen. Der Öffentlichkeit wurde zunächst suggeriert, RFE/RL sei privat finanziert. Tatsächlich stammte bis Anfang der 1970er Jahre ein Großteil des Budgets vom US-Auslandsgeheimdienst CIA.
Die Sowjetunion und ihre Verbündeten sahen RFE als feindliches Propagandainstrument, weshalb eine Reihe von geheimdienstlichen Aktionen gegen seine Mitarbeiter und Einrichtungen durchgeführt wurden. Kritiker sehen RFE/RL noch heute als Propagandainstrument an; 2018 geriet RFE/RL beispielsweise in die Kritik, da es möglicherweise gegen das Smith-Mundt-Gesetz verstieß, das der US-Regierung verbietet, Auslandspropaganda an die eigene Bevölkerung zu richten.
Laut eigenen Angaben sind die Journalisten von RFE/RL in ihrer Arbeit unabhängig. Es gebe interne Kontrollen, die sicherstellen, „dass kein US-Offizieller etwas diktieren kann, was und wie wir berichten sollen.“
Im Mai 2025 strich US-Präsident Trump dem Radiosender Free Europe die Gelder, daher sprang die EU ein.

## Geschichte

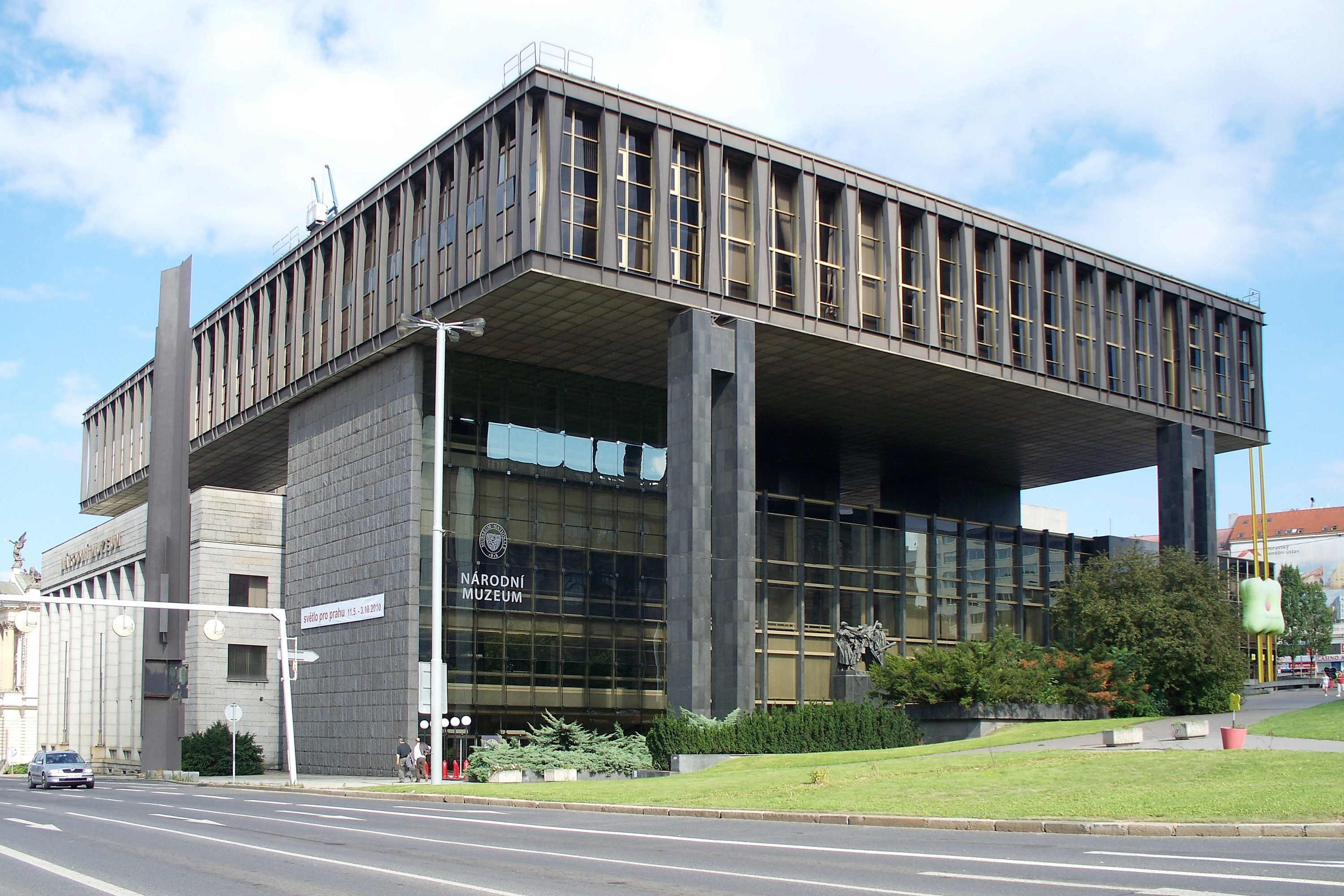
Ehemaliges Gebäude des Föderalparlaments am Wenzelsplatz in Prag, Sitz des Radios bis 2008

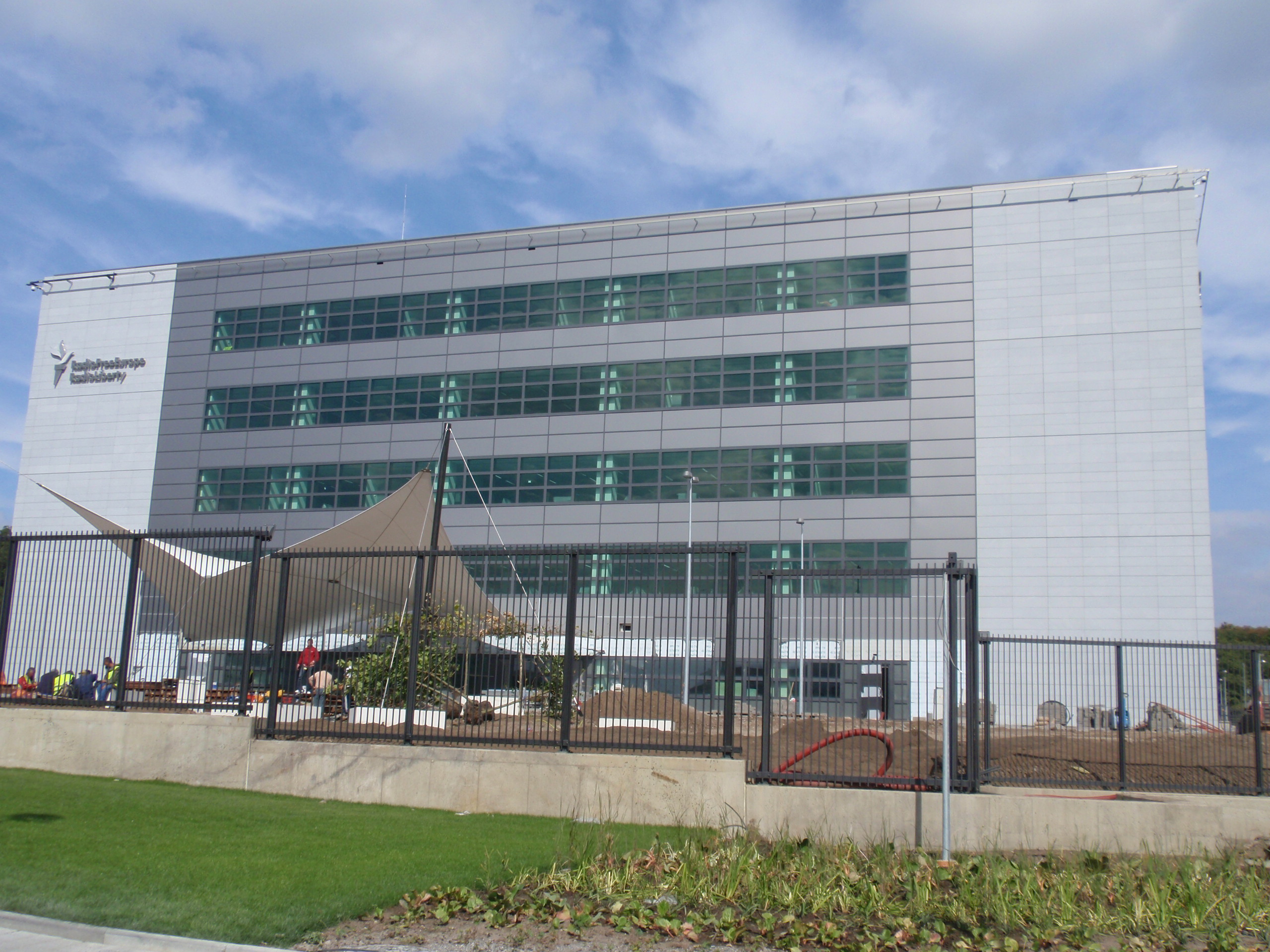
Neubau (2008)

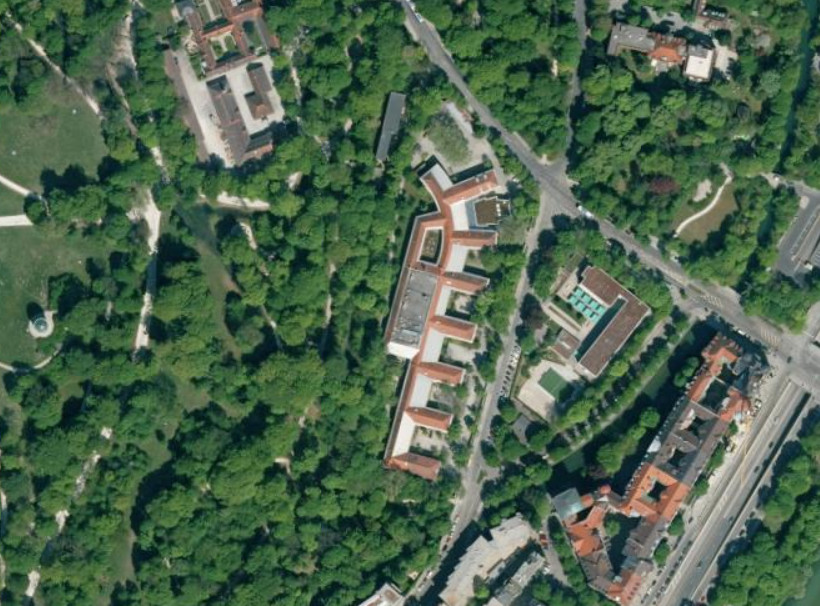
Sitz in München am Englischen Garten von 1951 bis 2003

Radio Free Europe wurde vom Nationalkomitee für ein freies Europa unter John Jay McCloy, Allen Welsh Dulles und Charles Douglas Jackson gegründet. Auf der Gründerliste standen außerdem der Großindustrielle Henry Ford II und Nelson Rockefeller. Die Station nahm ihren Sendebetrieb 1950 von ihrer Hauptgeschäftsstelle in München aus auf. Am 1. Mai 1951 begannen die regelmäßigen Sendungen für die Tschechoslowakei auf Kurzwelle (Biblis) und Mittelwelle (Holzkirchen). Radio Free Europe wandte sich darüber hinaus an Hörer in weiteren mittel- und osteuropäischen Ländern außerhalb der Sowjetunion. 
Das Amerikanische Komitee für die Befreiung der Völker Russlands folgte dem Vorbild von Radio Free Europe und gründete 1953 die Schwesterstation Radio Liberation, die zunächst Sendungen in russischer Sprache von einem Kurzwellensender in Lampertheim ausstrahlte. 
Eine fernmelderechtliche Genehmigung des Sendebetriebs beider Stationen wurde von westdeutscher Seite 1955 (Ende des Besatzungsstatuts) erteilt und 1978 erneuert. 1953 wurde im Auftrag der USA im Osten des Schleißheimer Flugplatzes ein Teil abgetrennt und für RFE/RL für die Errichtung eines Bungalows als Monitorstation zur Verfügung gestellt.
In den 1950er Jahren zerschlug sich die Hoffnung auf eine baldige „Befreiung“ der Völker Mittel- und Osteuropas. 1964 benannte sich Radio Liberation in Radio Liberty um (russisch: Radio Swoboda, zu Deutsch: „Radio Freiheit“). 
Gelegentlich tauchten Berichte über geheimdienstliche Verbindungen der Sender auf, die die Existenz beider Stationen bedrohten und die sich später als wahr herausstellten. RFE/RL zählte in Deutschland etwa 1.400 Mitarbeiter, weltweit ca. 2.000. Die größte Abteilung war die von RL, gefolgt von 400 Mitarbeitern der polnischen Abteilung namens Radio Wolna Europa von RFE. Viele Exilanten aus dem Ostblock waren für die beiden Stationen tätig; dabei handelte es sich oft um Intellektuelle, ehemalige Professoren aller Fachrichtungen, Künstler und Schriftsteller. Die Angestellten bei RFE/RL rekrutierten sich aus mehr als 40 Nationen. 
Die Programme wurden Anfang der 1970er Jahre der Aufsicht der CIA entzogen. 1973 zog Radio Liberty zu Radio Free Europe am Englischen Garten in München. Im Oktober 1976 fusionierten Free Europe, Inc. und Radio Liberty Committee, Inc. zu RFE/RL, Inc. Am 21. Februar 1981 wurde auf das gemeinsam genutzte Gebäude ein Bombenattentat verübt, bei dem acht Menschen verletzt wurden.
Während des Kalten Krieges wurde in der Sowjetunion der Empfang vieler ausländischer Programme von Störsendern (Jamming) beeinträchtigt. 
Nach dem Zusammenbruch der Sowjetunion wurde das Budget der beiden Sender reduziert. Jelzin erlaubte 1991 dem Radiosender die Arbeit direkt in Russland. Diese Erlaubnis wurde 2002 von Wladimir Putin aufgehoben. RFE/RL verlegte im Jahr 1995 seine Hauptgeschäftsstelle von München nach Prag an den Wenzelsplatz. 2009 wurde ein neues Gebäude im Prager Stadtteil Strašnice bezogen.

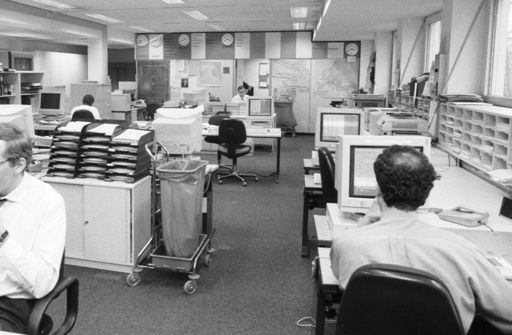
Newsroom von Radio Free Europe in München (1994)

Das ehemalige Studiogebäude in München an der Oettingenstraße beherbergt heute neben einigen Fachabteilungen der Universitätsbibliothek und Instituten der Ludwig-Maximilians-Universität auch das Geschwister-Scholl-Institut für Politische Wissenschaft. Die Videoüberwachung als Teil der ehemaligen Sicherheitsanlagen ist noch erhalten. In einigen der alten RFE/RL-Studios war bis 2002 das Aus- und Fortbildungsradio AFK M94,5 untergebracht.

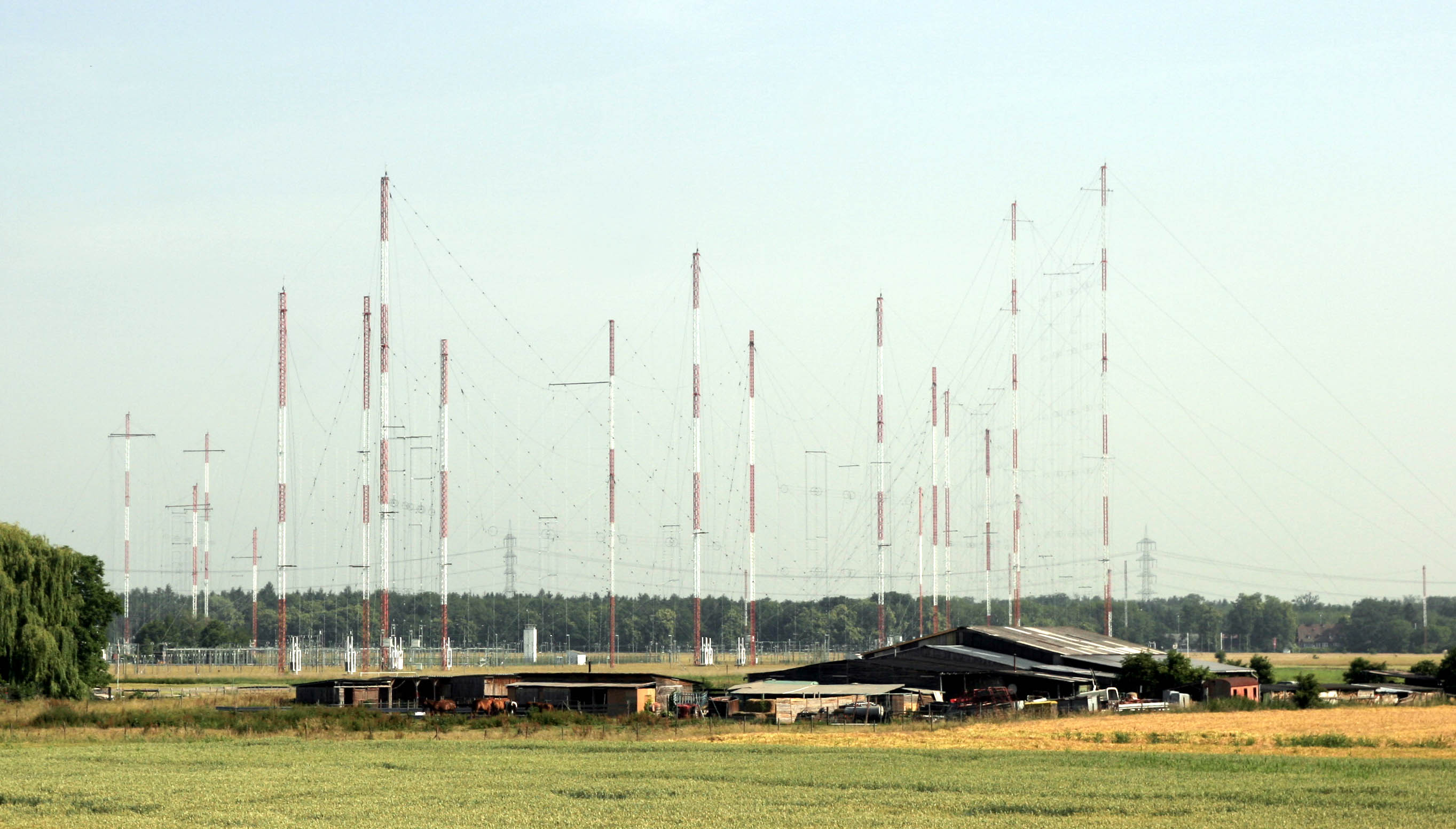
Kurzwellensendeanlage bei Biblis

Heute sendet RFE/RL in 26 Sprachen für Hörer in 22 Ländern und produziert rund 1100 Wochenstunden Radioprogramm. In Deutschland werden Kurzwellensender an den Standorten Biblis und Lampertheim in Hessen genutzt. Der Sender Holzkirchen in Bayern wurde 2003 stillgelegt und demontiert. Weitere Sendeeinrichtungen stehen in Afghanistan, Armenien, Bulgarien, Großbritannien, Kuwait, Litauen, Sri Lanka, Ungarn, Marokko, Tadschikistan, Thailand und den Philippinen, die auch Sendungen von Voice of America und Radio Free Asia ausstrahlen.
Ein Teil der Sendungen wird in den Zielgebieten auch über Mittelwelle (Sender Viešintos), Ultrakurzwelle, das Internet und im Rebroadcasting-Verfahren verbreitet. Letzteres ist die Übernahme von Radiosendungen in das Programm lokaler Radiosender. Die ist aus politischen Gründen zurzeit in Belarus, dem Iran, Turkmenistan, Tadschikistan und Usbekistan nicht möglich.
Nach dem russischen Überfall auf die Ukraine bemühen sich Aktivisten, per Crowdfunding Mittel für eigene terrestrische Übertragungen von RFE/RL-Sendungen auf Kurz- und Mittelwelle aufzubringen. Sie berufen sich auf den „Public Domain“-Status, der laut USAGM zwar für die staatliche Voice of America, jedoch nicht für RFE/RL, RFA und MBN mit jeweils eigener Rechtspersönlichkeit gilt. Als Radio Svoboda in der Ukraine bekannt, berichtet RFE in Rundfunk, Fernsehen und sozialen Medien täglich über die Entwicklungen, insbesondere seit 2014 auch von der Krim (Crimea.Realities website) und Donbas (Donbas.Realities website).
Im Februar 2024 wurde RFE von Russland als „unerwünschte Organisation“ eingestuft, was ihr dort praktisch einen illegalen Status verlieh.
Laut einer Information von Reporter ohne Grenzen starteten diese am 5. März 2024 mehrere Satellitenrundfunkprogramme auf Russisch für Russland, Belarus, die besetzten Gebiete der Ukraine und das Baltikum.
Im März 2025 kündigte die US-Regierung unter Donald Trump an, die Finanzierung der Sendeanstalt United States Agency for Global Media stark einzuschränken.
Ende März 2025 teilte die Behörde für globale Medien (USAGM) mit, vorerst von der Schließung abzusehen. Vorausgegangen war eine am 25. März erteilte einstweilige Verfügung eines US-Bundesgerichts zugunsten des Senders.

## Sprachdienste
Ursprünglich bezog sich Radio Liberty auf die Sowjetunion, Radio Free Europe auf die übrigen Ostblock-Staaten in Europa. In den Programmnamen wurde diese Unterscheidung auch nach der Fusion von 1976 beibehalten.
- Mittel-/Südosteuropa:
  - bulgarisch Радио Свободна Европа Radio Svobodna Evropa (1950–2004, seit 2019)
  - Kosovo-albanisch Radio Evropa e Lirë (seit 1999)
  - moldauisch Radio Europa Liberă Moldova (seit 1998)
  - nord-mazedonisch Радио Слободна Европа Radio Slobodna Evropa (seit 2001)
  - polnisch Radio Wolna Europa RWE (seit 1951)
  - rumänisch Radio Europa Liberă România (1950–2008, seit 2019)
  - serbisch Radio Slobodna Evropa (seit 1994)
  - ungarisch Szabad Európa Rádió (1950–1993, seit 2020)
- Osteuropa:
  - belarussisch Радыё Свабода Radyë Svaboda (seit 1954)
  - ukrainisch Радіо Свобода Radio Svoboda (seit 1954)
- Russland:
  - russisch Радио Свобода Radio Svoboda (seit 1953); TV: Настоящее Время Nastojaščee Vremja (seit 2014/2017)
  - baschkirisch/tatarisch Азатлык Радиосы Azatlyk Radiosy (seit 1953)
  - tschetschenisch Маршо Радио Maršo Radio (1953–1970er, seit 2002)
- Kaukasus (seit 1953):
  - armenisch Ազատություն Ռադիոկայան Azatowt̕yown Ṙadiokayan
  - aserbaidschanisch Azadlıq Radiosu
  - georgisch რადიო თავისუფლება Radio T̕avisup̕leba
- Zentralasien (seit 1953):
  - kasachisch Азаттық Радиосы Azattyķ Radiosy
  - kirgisisch Азаттык Үналгысы Azattyk Ünalgysy
  - tadschikisch Радиои Озодӣ Radioi Ozodī
  - turkmenisch Azatlyk Radiosy
  - usbekisch Озодлик Радиоси Ozodlik Radiosi
- Iran/Afghanistan/Pakistan:
  - persisch رادیو فردا Rādiyū Fardā („morgen“; seit 1998/2002)
  - Dari رادیو آزادی Rādiyū Āzādī (1985–1993, seit 2002)
  - paschtunisch ازادي راډیو Azādī Rād́iyū (1987–1992, seit 2002)
  - paschtunisch مشال رېډیو Mašāl Rēd́iyū („Fackel“; seit 2010 für Pakistan)[27]

Ehemaliges Pausenzeichen des russischen Dienstes: Gretschaninow, Hymne auf ein freies Russland

## Management
Das operative Geschäft wird von einem CEO (President) geleitet.
- 1975–1978 Sig Mickelson
- 1978–1982 Glenn W. Ferguson
- 1982–1985 James L. Buckley
- 1985–1993 Gene Pell
- 1994 William W. Marsh
- 1994–1997 Kevin Klose
- 1997–2005 Thomas A. Dine
- 2007–2011 Jeffrey Gedmin
- 2011–2013 Steven W. Korn
- 2013–2014 Kevin Klose
- 2016–2018 Thomas Kent
- 2019–2020 Jamie Fly
- 2020–2021 Ted Lipien
- 2021–0000 Jamie Fly

Der Chefredakteur von RFE/RL erhielt 2019 ein Gehalt von 195.129 USD.

## Bekämpfung durch östliche Geheimdienste
Die Sender wurden seit ihrer Gründung in den frühen 1950er Jahren von der Sowjetunion als Bedrohung angesehen, da sie westliches Gedankengut in den Ostblock transportierten. Starke sowjetische Störsender sollten die Empfangsqualität verschlechtern, dies wurde durch eine Steigerung der Sendeleistung von RFE kompensiert. Der sowjetische Auslandsnachrichtendienst begann daraufhin mit der Durchführung von Morden an Mitarbeitern der Station in München. Im September 1954 wurde der belarussische Schriftsteller Leonid Karas tot in der Isar bei München aufgefunden. Im November desselben Jahres wurde Abdulrachmann Fatalibey, der Leiter der aserbaidschanischen Abteilung von Radio Liberty, ermordet.
In jeder RFE-Redaktion hatten die Geheimdienste aus den Ostblockstaaten zudem mindestens einen Spitzel mit dem Auftrag, Verunsicherung, Misstrauen und Intrigen zu schüren. Sie sollten Gerüchte verbreiten, welche Mitglieder der Redaktion sie ihrerseits für Geheimdienst-Spitzel hielten.
Durch die Geschichte der Sender zieht sich eine Kette von Ereignissen im Zusammenhang mit nachrichtendienstlichen Aktivitäten. Im Sommer 1959 gab es einen Anschlag auf die Sendezentrale am Englischen Garten. In der Cafeteria wurde Gift in die Salzstreuer gefüllt. Dieser Anschlag konnte frühzeitig vereitelt, die Urheber jedoch nie ausfindig gemacht werden. Es folgte ein Mord an dem Bulgaren Georgi Iwanow Markow (1929–1978), der am 7. September 1978 von der bulgarischen Geheimpolizei mittels eines präparierten Regenschirms in London vergiftet wurde. Kurz nach dem Umzug des Senders 1995 nach Prag erschossen Unbekannte dort die russische Journalistin Molli M. Riffel-Gordin (1938–1997) von RFE/RL. Am 21. September 2000 wurde der Moskau-Korrespondent des tadschikischen Services in seiner Moskauer Wohnung erschlagen. Besonders in den 1980er Jahren gab es zahlreiche Versuche, Angestellte des Senders zu entführen. Bei einem Bombenattentat auf die Sendergebäude in München, das der Terrorist Johannes Weinrich im Auftrag des rumänischen Geheimdienstes Securitate am Abend des 21. Februar 1981 ausführte, wurde trotz der Verwendung von 15 Kilogramm Nitropenta-Sprengstoff niemand getötet, aber sechs Menschen verletzt. In den 1990er-Jahren räumte KGB-General Oleg Kalugin ein, bei der Organisation des Anschlags beteiligt gewesen zu sein.

## Kritik
Das Deutschlandradio Kultur veröffentlichte 2011 einen Beitrag mit dem Titel „Propaganda im Auftrag der CIA“ und bezeichnete darin Radio Free Europe und Radio Liberty als „mehr als reine Nachrichtensender“. Auch der WDR bemerkte in einem Beitrag, dass Radio Free Europe / Radio Liberty immer im Verdacht gestanden habe, ein „CIA-gesteuerte[s] Propaganda-Organ“ zu sein. Robert T. Holt schrieb in einer Publikation von 1958, dass Radio Free Europe schon bei der Gründung ein Propagandaorgan gewesen sein soll. Anders als die Voice of America habe sich Radio Free Europe damals aber nicht als Stimme eines anderen Landes, sondern als die Stimme „freier Exilanten“ kommunistischer Länder verstanden. George Urban, ehemaliger Chef von RFE/RL in den 1980er-Jahren gab in einem 1997 erschienenen Buch an, die amerikanische Öffentlichkeit habe sich bei der Benutzung des Worts „Propaganda“ unwohl gefühlt, weshalb man bei Diskussionen über RFE/RL den Gebrauch dieses Begriffs konsequent vermieden habe. Stacey Cone bezeichnete die beiden Radiosender 1997 in der Zeitschrift Journalism History der Ohio University als amerikanische „Propagandasender des Kalten Krieges“. Um dem Ruf als Propagandasender entgegenzuwirken, beschloss RFE/RL jedoch, ausschließlich politische Meldungen zu verbreiten, die von mindestens drei verschiedenen unabhängigen Nachrichtenagenturen übermittelt worden sind.

### Rolle während des Ungarischen Volksaufstandes 1956
Bei dem Aufstand der Ungarn im Oktober/November 1956 spielte RFE eine unrühmliche Rolle: RFE suggerierte in den Sendungen seiner ungarischen Abteilung den Aufständischen, sie könnten mit Hilfe aus dem Westen, insbesondere der USA, rechnen. Die Unterstützung blieb jedoch aus, woraus höhere Verluste der Aufständischen resultierten, ohne am Scheitern des Volksaufstandes etwas zu ändern. 
Im Oktober 1956 verursachten Großbritannien und Frankreich die Suezkrise. 
Die US-Regierung Eisenhower und das damals in der Sowjetunion herrschende Chruschtschow-Regime brachten trotz des damaligen Kalten Krieges gemeinsam das britisch-französische Unternehmen vor die UNO und erzwangen so den Rückzug der französischen, britischen und israelischen Truppen aus den Gebieten, die sie in Ägypten besetzt hatten. Damals stand auch die US-Präsidentschaftswahl am 6. November 1956 kurz bevor. 
Bei der Berichterstattung über den Prager Frühling 1968 hielt sich der Sender zurück und gab keine Versprechungen bezüglich militärischer Hilfe des Westens.

## Dokumentationen
- Liebesgrüße nach Moskau – Der große Radiokrieg (Deutschland 2008) auf YouTube – Regie: Christian Bauer – 90 Minuten[41]
- Diana Ivanova: LISTN 2014 (76 Min.)[42]